# James Schuyler
James Marcus Schuyler (Chicago, 9 novembre 1923 – New York, 12 novembre 1991) è stato un poeta statunitense.

## Biografia
James Schuyler nacque a Chicago nel 1923, figlio del giornalista Marcus Schuyler e Margaret Daisy Connor. Dopo aver trascorso l'adolescenza ad East Aurora, studiò al Bethany College dal 1941 al 1943. Verso la fine degli anni quaranta si trasferì a New York, dove cominciò a lavorare per la NBC e divenne amico di W. H. Auden. Nel 1947 si trasferì con Auden nella sua casa di Ischia e lavorò come segretario del poeta. Rimase in Italia per alcuni anni, studiando all'Università di Firenze tra il 1947 al 1948.
Di ritorno a New York, Schuyler cominciò a scrivere poesie e tra il 1958 e la sua morte nel 1991 pubblicò diciotto raccolte poetiche, vincendo il Premio Pulitzer per la poesia nel 1980 per The Morning of the Poem. Tra il 1952 e il 1964 scrisse anche quattro opere teatrali. Schuyler era omosessuale ed ebbe una relazione con William Aalto. Morì a causa di un infarto nel 1991 all'età di sessantasette anni.

## Opere (parziale)

### Poesie
- Alfred and Guinevere (1958)
- Salute (1960)
- May 24 or So (1966)
- Freely Espousing (1969)
- A Nest of Ninnies (1969)
- The Crystal Lithium (1972)
- A Sun Cab (1972)
- Hymn to Life (1974)
- The Fireproof Floors of Witley Court; English Songs and Dances (1976)
- Song (1976)
- The Home Book: Prose and Poems, 1951–1970 (1977)
- What's For Dinner? (1978)
- The Morning of the Poem (1980)
- Collabs, by Schuyler and Helena Hughes (1980)
- Early in '71 (1982)
- A Few Days (1985)
- For Joe Brainard (1988)
- Selected Poems (1990)

### Teatro
- Presenting Jane (1952)
- Shopping and Waiting: A Dramatic Pause (1953)
- Unpacking the Black Trunk (1964)
- The Wednesday Club (1964)